# Dipya Mongkollugsana
Dipya Mongkollugsana (ur. 12 października 1918 w Nakhon Pathom, zm. 14 stycznia 1984 w Columbus) – tajski strzelec, olimpijczyk. 
Startował na igrzyskach w 1968 roku (Meksyk). Zajął 49. miejsce w trapie.
Był jednym z członków założycieli tajskiego związku strzelania do rzutek (Thailand Skeet & Trap Shooting Association).

## Wyniki olimpijskie
| Igrzyska | Konkurencja | Wynik       | Miejsce    | Źródło |
| -------- | ----------- | ----------- | ---------- | ------ |
| IO 1968  | Trap        | 175 punktów | 49 (na 55) | [ 3 ]  |